# 구동축

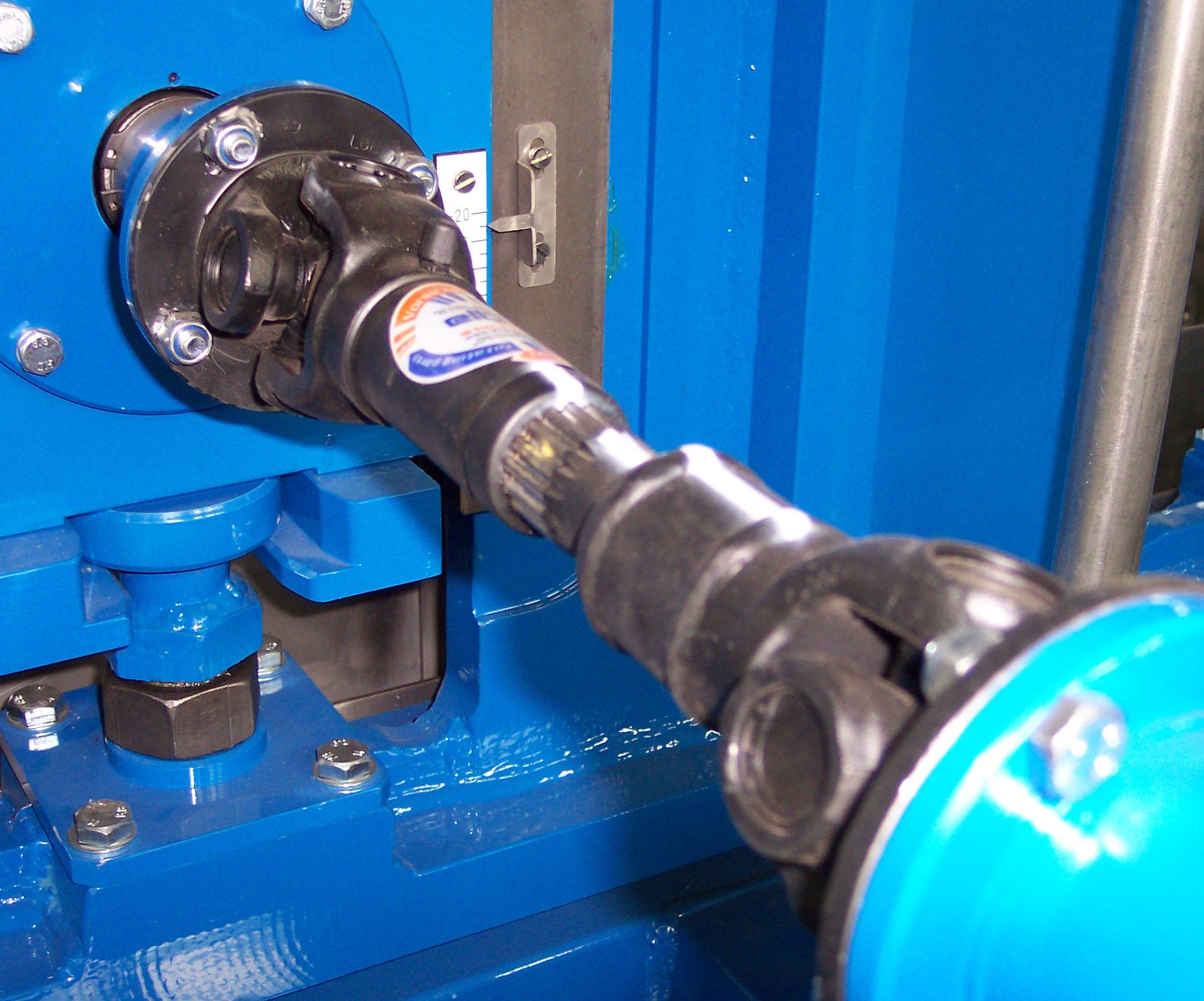
각 종단에 조인트가 있고 중심부에 스플라인축이 있는 구동축

구동축(drive shaft)은 기계적 일률과 돌림힘, 회전을 전달하는 부품이다. 거리 때문에, 또는 상대적인 움직임을 허용할 필요가 있어서 직접 연결이 불가능한 드라이브트레인의 기타 부품들을 연결하기 위해 보통 사용한다.
구동축은 입력 토크와 부하 간 차이와 동등한 비틀림과 전단 응력에 종속된다. 그러므로 스트레스를 견딜만큼 충분히 강해야 하며 관성 증가로 이어질 수 있으므로 하중을 추가로 너무 많이 주는 것은 피해야 한다.

## 역사
구동축의 영단어 드라이브샤프트(driveshaft)라는 단어는 19세기 중순에 등장했다. 스토버의 1861년 특허에서 이 용어는 기기가 구동되는 벨트 구동축을 의미했다. 이 용어는 최초 특허에는 사용되지 않는다. 다른 초기 용례로는 왓킨스와 브라이슨의 말에 의해 움직이는 예취기의 1861년 특허이다. 여기서 이 용어는 기기의 바퀴로부터 기어 트레인까지 힘을 전달하는 샤프트를 의미했다.
1890년대에 이 용어는 현대적 의미에 더 가까운 방식으로 사용되기 시작했다.